# شيخ كونغو
شيخ كونغو (بالفرنسية: Cheick Kongo؛ مواليد 17 مايو 1975) هو مُقاتل فنون قتالية مختلطة ومُقاتل كيك بوكسينغ سابق فرنسي.

## وصلات خارجية
- شيخ كونغو على موقع يو إف سي (الإنجليزية)
- شيخ كونغو على موقع بيلاتور (الإنجليزية)
- شيخ كونغو على موقع شيردوغ (الإنجليزية)
- شيخ كونغو على موقع Tapology.com (الإنجليزية)
- شيخ كونغو على موقع IMDb (الإنجليزية)
- شيخ كونغو على موقع قاعدة بيانات الفيلم (الإنجليزية)